# Phoma pimprina
Phoma pimprina är en lavart som beskrevs av P.N. Mathur, S.K. Menon & Thirum. 1959. Phoma pimprina ingår i släktet Phoma, ordningen Pleosporales, klassen Dothideomycetes, divisionen sporsäcksvampar och riket svampar.   Inga underarter finns listade i Catalogue of Life.